# Myotis californicus
Il vespertino della California (Myotis californicus) (Audubon & Bachman, 1842) è un pipistrello della famiglia dei Vespertilionidi diffuso nell'America settentrionale.

## Descrizione

### Dimensioni
Pipistrello di piccole dimensioni, con la lunghezza totale tra 74 e 98 mm, la lunghezza dell'avambraccio tra 32 e 35 mm, la lunghezza della coda tra 34 e 41 mm, la lunghezza del piede tra 5 e 8 mm, la lunghezza delle orecchie tra 11 e 15 mm.

### Aspetto
La pelliccia è lunga, densa e setosa. Le parti dorsali sono brunastre o giallastre, con la base dei peli grigio scura. Le parti ventrali sono giallo-brunastre o color crema. Il muso è nerastro. Le orecchie sono nere, lunghe, strette ed appuntite. Il trago è sottile, diritto e lungo quanto la metà del padiglione auricolare. Le membrane alari sono nere e attaccate posteriormente alla base delle dita del piede. I piedi sono piccoli. L'estremità della coda fuoriesce dall'uropatagio. Quest'ultimo è ricoperto finemente di peli nella metà basale dorsale. Il cariotipo è 2n=44 FNa=50.

### Ecolocazione
Emette ultrasuoni a basso ciclo di lavoro, con impulsi di breve durata e frequenza modulata.

## Biologia

### Comportamento
Si rifugia in grotte, miniere, colline rocciose, sotto le cortecce, tra gli arbusti, al suolo e negli edifici. Forma piccoli gruppi durante i mesi più caldi. I due sessi vivono separatamente in estate, mentre si aggregano nei mesi più freddi. A latitudini elevate e durante l'inverno sono stati osservati individui in stati di ibernazione, sebbene possano essere attivi per brevi periodi con temperature al disotto dello zero termico, il che fa supporre che possano occasionalmente emergere dal torpore per nutrirsi. Nelle popolazioni che abitano le foreste c'è la tendenza ad utilizzare diversi siti di riposo e che questi ultimi possano essere riutilizzati anche dopo averli abbandonati. Il suo volo è lento e con brusche virate. Il suo raggio d'azione è abbastanza breve.

### Alimentazione
Si nutre di insetti, in particolare di mosche, falene e scarafaggi. Cattura soltanto prede in volo. La dieta rimane costante durante tutto l'anno, sebbene possano esistere delle piccole variazioni geografiche. Nella Columbia Britannica infatti sembra preferire tricotteri e alcuni coleotteri, mentre nell'Oregon si ciba prevalentemente di lepidotteri e ditteri. Caccia negli spazi aperti, ai margini forestali e sopra specchi d'acqua.

### Riproduzione
Gli accoppiamenti avvengono in autunno. Le femmine danno alla luce un piccolo alla fine di giugno o i primi di luglio, dopo aver trattenuto lo sperma fin dall'inverno precedente. Il nascituro si sviluppa rapidamente e può volare già dopo un mese dalla nascita. L'aspettativa di vita è di circa 15 anni.

## Distribuzione e habitat
Questa specie è diffusa nell'America settentrionale dallo stato canadese della Columbia Britannica, attraverso tutti gli Stati Uniti d'America occidentali fino al Messico meridionale.
Vive in diversi tipi di habitat, dalle regioni desertiche semi-aride e praterie aride fino alle foreste umide costiere e montane.

## Tassonomia
Sono state riconosciute 4 sottospecie:
- M. c. californicus: Columbia Britannica sud-orientale, Washington e Oregon orientali, Idaho, Utah nord-occidentale, California, Nuovo Messico sud-orientale, Arizona, Texas sud-occidentale; Messico settentrionale;
- M. c. caurinus (Miller, 1897): Columbia Britannica occidentale; Washington e Oregon occidentali, California nord-occidentale;
- M. c. mexicanus (Saussure, 1860): Messico centrale;
- M. c. stephensi (Dalquest, 1946): Nevada occidentale, California sud-orientale, Nuovo Messico occidentale, Utah meridionale e orientale, Colorado occidentale, Messico nord-occidentale.

## Conservazione
La IUCN Red List, considerato il vasto areale, la popolazione presumibilmente numerosa, la presenza in diverse aree protette e la tolleranza alle modifiche ambientali, classifica M.californicus come specie a rischio minimo (Least Concern)).